# Euclimacia torquata
Euclimacia torquata är en insektsart som beskrevs av Navás 1914. Euclimacia torquata ingår i släktet Euclimacia och familjen fångsländor. Inga underarter finns listade i Catalogue of Life.